# Саковцев, Глеб Павлович
Гле́б Па́влович Сако́вцев (27 октября (9 ноября) 1912, Великий Устюг, Вологодская губерния, Российская империя — 24 января 1985, Свердловск, СССР) — советский горный инженер-геофизик, доктор геолого-минералогических наук (1960), профессор (1960), ректор Свердловского горного института. Известен работами по развитию и совершенствованию методов электроразведки при изучении колчеданных месторождений Урала.

## Биография
Родился 27 октября (9 ноября) 1912 года в городе Великий Устюг, Вологодская губерния, Российская империя.
В 1938 году окончил Свердловский горный институт. Проработал около года прорабом Красноуральской геофизической партии. В 1939 году поступил в аспирантуру горного института. Защитив кандидатскую диссертацию на тему "«Анализ электроразведочных работ, проведенных на сульфидных месторождениях Кушвинского района с 1925 по 1940 г., и предложения по улучшению методики и интерпретации результатов», Саковцев начал преподавать доцентом, затем стал заведующим кафедрой электроразведки и сейсморазведки горного института. Далее был заместителем директора по научной работе и заведующим кафедрой рудной геофизики.
В 1960 году назначен ректором Свердловского горного института, проработал на этом посту до 1981 года. При нём был сделан пристрой к третьему учебному зданию, построены база учебно-методической практики в посёлке Верхняя Сысерть, четвёртое учебное здание, Дом спорта, два многоэтажных жилых дома для сотрудников института.
С 1981 года трудился научным руководителем проблемной лаборатории поисков глубокозалегающих рудных месторождений.
Сфера научных интересов Саковцева лежат в области развития и совершенствования методов электроразведки при изучении колчеданных месторождений Урала. Одним из первых в стране начал проводить исследования методов электроразведки. Стал одним из основоположников скважинной электроразведки. Им был предложен электрохимический способ поисков месторождений. Внёс вклад в открытие Северо-Комсомольского, Светлореченского, Ново-Горбуновского месторождений. Совместно с И. Овчинниковым открыл Северное месторождение, принимал активное участие в разведке Ново-Шайтанского месторождения.
Написал более 70 научных работ, в том числе одну монографию. Среди его учеников десять человек стали кандидатами и четверо докторами наук. Получил 4 авторских свидетельства на изобретения.
Скончался 24 января 1985 года в Свердловске. Похоронен на Широкореченском кладбище на секции «Старых большевиков».